# 安藤政次郎

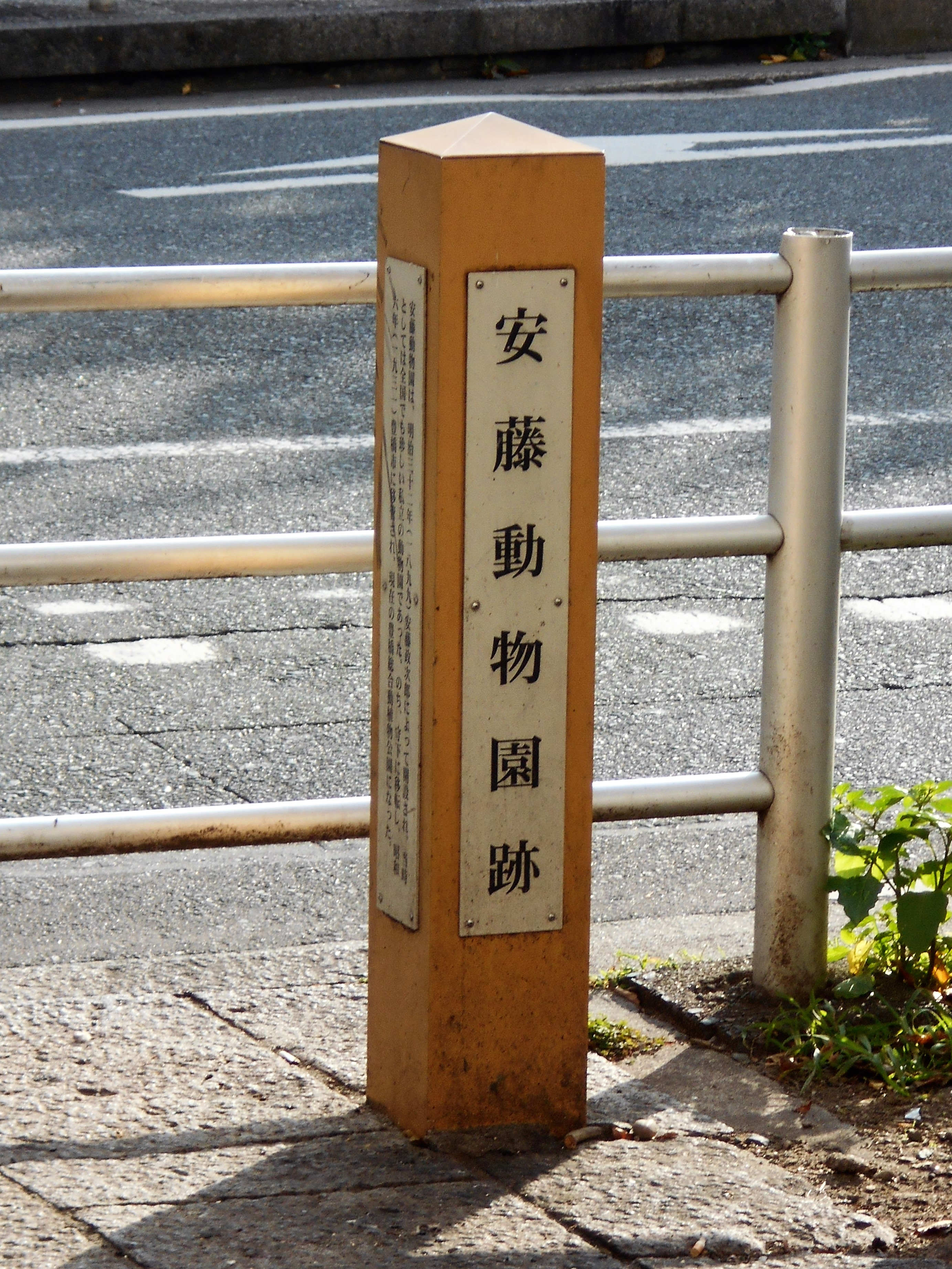
豊橋駅前にある「安藤動物園跡」碑

安藤 政次郎（あんどう まさじろう、1855年〈安政2年〉1月10日 - 1930年〈昭和5年〉7月18日）は、明治時代の新聞販売業者・養豚業者。現在の豊橋総合動植物公園（のんほいパーク）の前身である「安藤動物園」の創設者である。

## 生涯

### 新聞小政

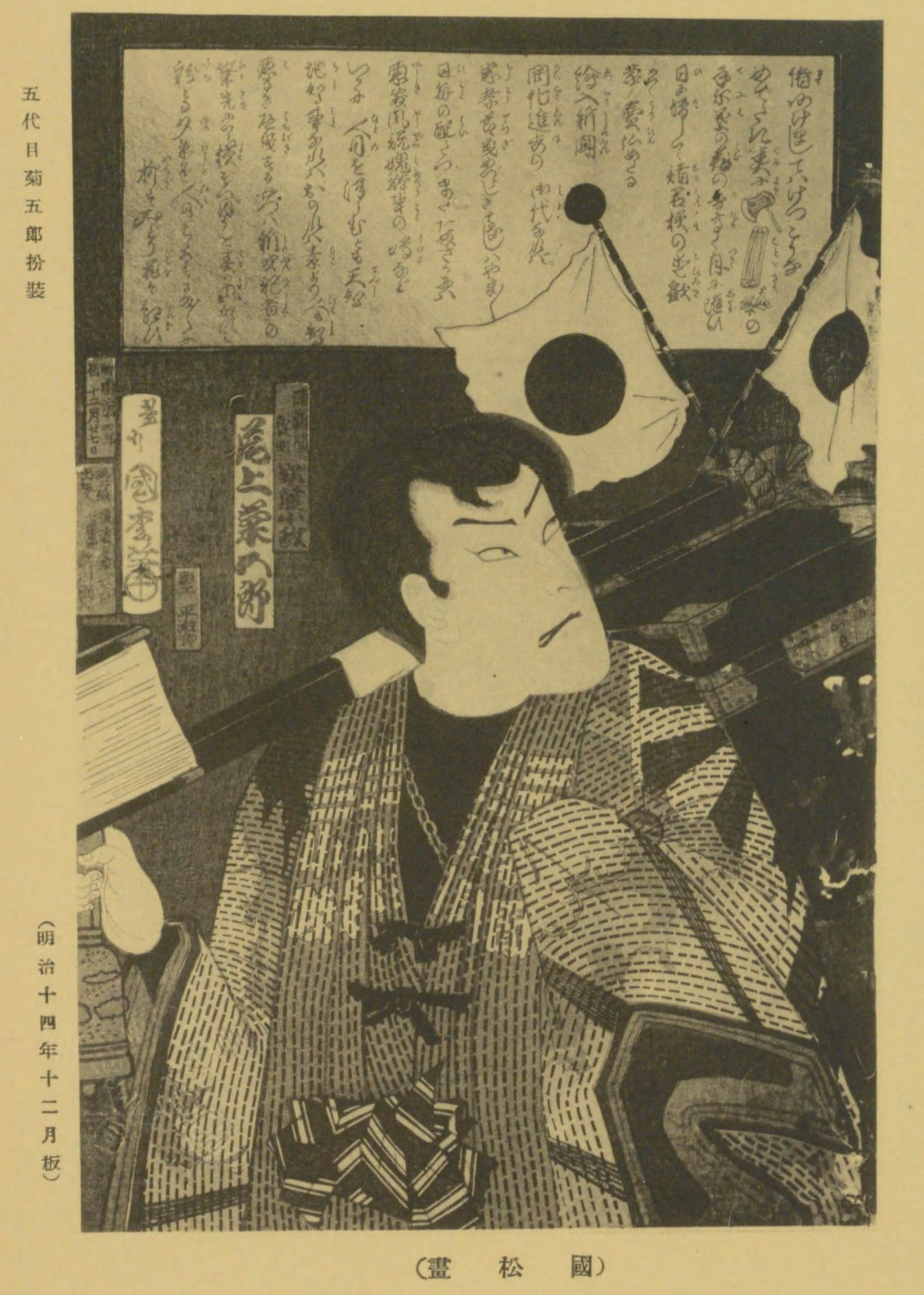
五代尾上菊五郎扮する新聞売安藤小政。歌川国松が1881年（明治14年）に描いた錦絵

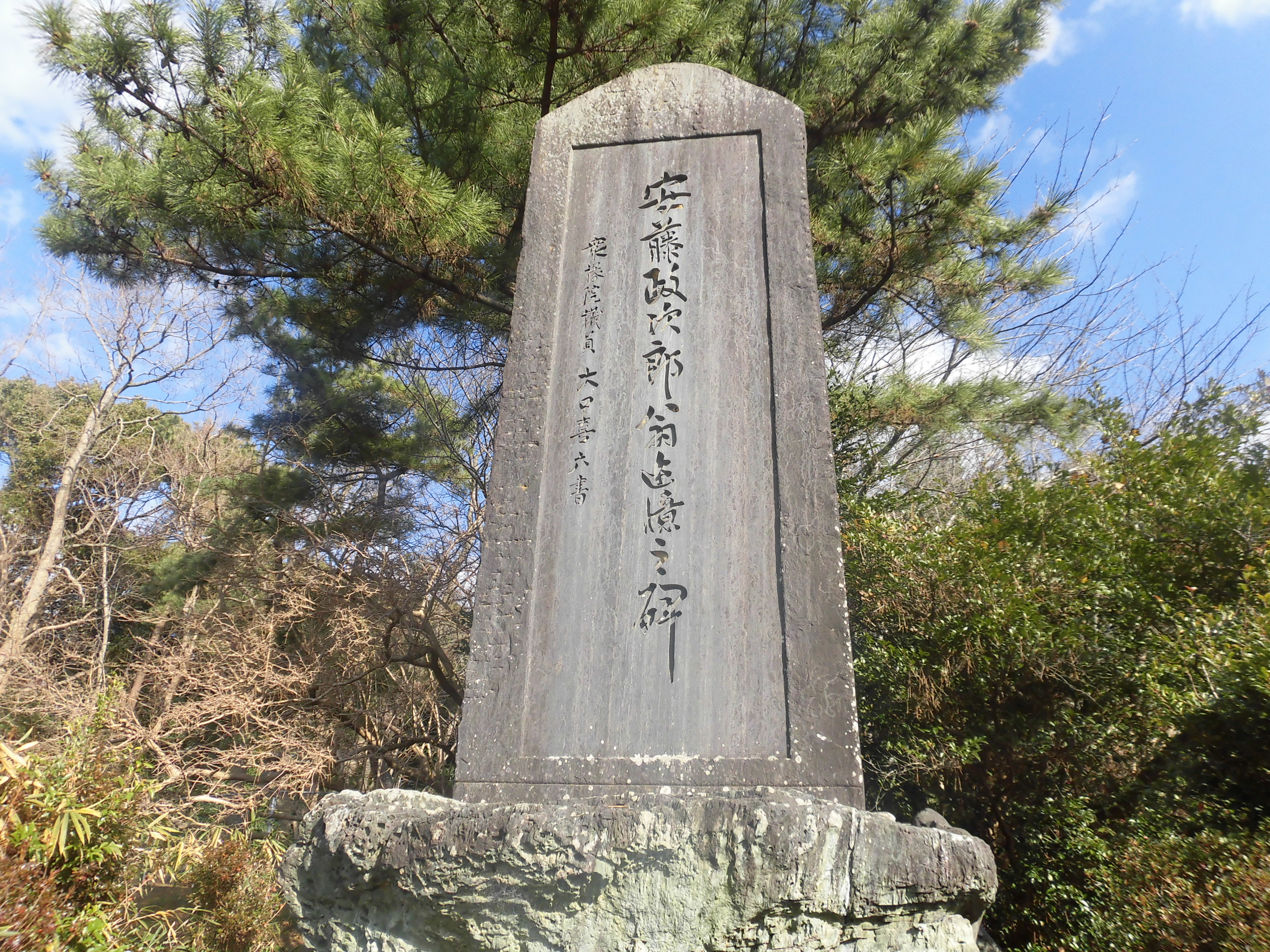
豊橋総合動植物公園敷地内にある「安藤政次郎翁追憶之碑」

三河国渥美郡吉田紺屋町（現・豊橋市大手町）に、紺屋を営む安藤喜久治の長男として生まれる。
明治10年（1877年）に故郷を離れ、静岡で新聞販売業を始める。同13年（1880年）には横浜に移り、同地でも新聞販売を行う。
横浜時代の政次郎は刺子の半纏にわらじ履きといういで立ちで、日の丸の小旗2本を組んで飾った黒塗りの挟み箱に新聞を入れて肩に担ぎ、鈴を鳴らして新聞を売って回った。政次郎は小柄であったことから、当時の人びとからは「新聞小政」と呼ばれ、彼の写真が絵葉書になる等、評判となった。評判は東京にも伝わり、五代目尾上菊五郎が彼の姿をモデルに新富座の舞台に立つと観客はおおいに喝采し、その姿が錦絵に描かれ人気を一層高めることとなった。

### 安藤動物園
明治20年（1887年）に帰郷すると、翌明治21年（1888年）に結婚。同じ年、渥美郡花田村西宿にて養豚業を起こし、豊橋に移駐した歩兵第18連隊に豚肉を納入するようになる。やがて、もともと動物好きだった政次郎が養豚場の一角で猿や鳥類を飼育しはじめ、それを近隣の人びとが見物するようになったのが、動物園の基礎となった。
明治32年（1899年）、豊橋駅前に個人経営の「安藤動物園」を創設した。政次郎はうさぎの着ぐるみを着て呼び込みをするなど変わった趣向で人々を楽しませ、駅前という立地条件も手伝って、安藤動物園は東海地方でも名が知られるようになる。
明治45年（1912年）、駅前の道路（広小路）の拡張により花田町守下（現・大橋通3丁目）に移転した。動物数約50種・250頭余り、敷地は約750坪に拡大し、近隣にある小学校の遠足の定番スポットとなった。また移動動物園も行っている。	

### その後
移転後も動物園の運営に尽力した政次郎だが、晩年になると経営に行き詰まっていく。昭和5年（1930年）7月18日、動物園を市に寄贈するよう遺言を残して病没。享年76。
翌昭和6年（1931年）、遺族は政次郎の遺志に従い、安藤動物園を豊橋市に寄贈。「豊橋市立動物園」となった。現在、その後身である豊橋総合動植物公園の一角に「安藤政次郎翁追憶之碑」が建てられている。

### 人物
生前の政次郎と交流があり、「安藤政次郎翁追憶之碑」の撰文者である大口喜六によると、政次郎は人命救助や火災の防止に努めるなどして、しばしば愛知県知事から賞金を下付されたという。また、日清戦争以降の政次郎の別名は「清正」であったが、これは政次郎が出征する歩兵第18連隊に対して見せた動きが｢勇壮であった｣ために、連隊長の佐藤正から命名されたことによる。